# Giovanni Doria
Giovanni Doria (ur. 24 marca 1573 w Genui, zm. 19 listopada 1642 w Palermo) – włoski kardynał.

## Życiorys
Urodził się 24 marca 1573 roku w Genui, jako syn Giovanniego Andrei Dorii i Zenobii Dorii del Carretto. Studiował filozofię i teologię w Hiszpanii, a po studiach pozostał na dworze Filipa III. 9 czerwca 1604 roku został kreowany kardynałem diakonem i otrzymał diakonię Sant’Adriano al Foro. 4 lutego 1608 roku został mianowany tytularnym arcybiskupem Tesaloniki i jednocześnie arcybiskupem koadiutorem Palermo, a 4 maja przyjął sakrę. Władzę nad archidiecezją przejął 5 lipca tego samego roku. W latach 1610–1611, 1616, 1624–1626 i 1639–1641 był wicekrólem Sycylii. 2 października 1623 roku został podniesiony do rangi kardynała prezbitera i otrzymał kościół tytularny San Pietro in Montorio. Zmarł 19 listopada 1642 roku w Palermo.